# Laura Elena de Esteban Martín
Laura Elena de Esteban Martín (Madrid, 8 d'agost de 1962) és una advocada i política madrilenya. Llicenciada en Dret. Vinculada al Partit Popular, ha estat Secretària de l'àrea d'Estudis i Programes del PP de Madrid.
Fou escollida diputada a les eleccions al Parlament Europeu de 1994. De 1997 a 1999 fou vicepresidenta de la Delegació del Parlament Europeu per a les Relacions amb el Consell Legislatiu Palestí. També ja estat vicecoordinadura del Grup Popular Europeu.
A les eleccions autonòmiques de 2003 fou escollida diputada a l'Assemblea de Madrid, escó al qual renuncià fou nomenada directora general de Cooperació amb l'Estat i Assumptes Europeus de la Comunitat de Madrid, càrrec que ocupà fins a 2007.